# Karen Matheson
Karen Matheson OBE (født 11. februar 1963) er en skotsk folkemusiksanger, der ofte synger på gælisk. Hun er forsanger for gruppen Capercaillie og var medlem af Dan Ar Brazs gruppe L'Héritage des Celtes, som hun ofte sang enten som forsanger, alene eller med Elaine Morgan. Sammen med Morgan sang hun "Diwanit Bugale" på bretonsk, der var det franske bidrag til Eurovision Song Contest 1996.
Hun havde en gæsteoptræden i filmen Rob Roy (1995), hvor hun sang "Ailein duinn".
Hun har også udgivet en række soloalbums.

## Diskografi
- The Dreaming Sea (1996)
- Time to Fall (2002)
- Downriver (2005)
- Urram (2015)
- Still Time (2021)